# Стримба (Одесская область)
Стримба (укр. Стримба) — село, относится к Кодымскому району Одесской области Украины.
Население по переписи 2001 года составляло 302 человека. Население по данным 2024 года составляло 174 человека. Почтовый индекс — 66041. Телефонный код — 4867. Занимает площадь 1,29 км².

## Местный совет
66040, Одесская обл., Кодымский р-н, с. Петровка

## Известные люди, связанные с селом
Родом из Стримбы родители Народного артиста СССР Василия Семёновича Ланового. Сам актёр жил в селе будучи в гостях у бабушки с дедушкой в начале Великой Отечественной войны.